# كارولين هاميلتون
كارولين هاميلتون (بالإنجليزية: Carolyn Hamilton)‏ هي مؤرخة جنوب أفريقية، ولدت في القرن العشرين.